# Jerryd Bayless
Jerryd Andrew Bayless (* 20. August 1988 in Phoenix, Arizona) ist ein US-amerikanischer Basketballspieler. Er wurde im NBA-Draft 2008 an 11. Stelle von den Indiana Pacers ausgewählt und sofort zu den Portland Trail Blazers transferiert. Vor seiner NBA-Karriere spielte er ein Jahr College-Basketball für die Wildcats an der University of Arizona.

## College
In seiner einzigen Saison für die Arizona Wildcats erzielte Bayless pro Spiel durchschnittlich 19,7 Punkte, 2,7 Rebounds, und 4,0 Assists. Nach diesem Jahr entschied er, sich zum NBA-Draft 2008 anzumelden.

## Profikarriere
Nachdem die Indiana Pacers Bayless an 11. Stelle des Drafts ausgewählt hatten, wurden er zusammen mit Ike Diogu umgehend im Tausch gegen Jarrett Jack, Josh McRoberts und den Rechten an Brandon Rush zu den Portland Trail Blazers transferiert.
In der NBA Summer League 2008 erreichte er einen Durchschnitt von 29,8 Punkten, führte sine Mannschaft zu drei Siegen und wurde zum besten Spieler, dem MVP des Turniers gewählt.
Während der regulären Saison der NBA konnte er bis einschließlich 30. März 2009, bei einer Einsatzzeit von 12,8 Minuten, im Schnitt 4,4 Punkte, 1,1 Rebounds sowie 1,5 Assists erreichen.
Im Oktober 2010 wurde er für einen zukünftigen Erstrunden-Draft-Pick zu den New Orleans Hornets transferiert. Nachdem sein Vertrag ausgelaufen war, wechselte Bayless für zwei Jahre zu den Toronto Raptors und konnte sich dort als Stammspieler in der Rotation etablieren. Zur Saison 2012/13 wechselte er zu den Memphis Grizzlies. Im Januar 2014 wurde er im Austausch für Courtney Lee an die Boston Celtics abgegeben.
Im Sommer 2014 unterschrieb er bei den Milwaukee Bucks. Nach zwei Saisons bei den Bucks unterschrieb Bayless am 13. Juli 2016 bei den Philadelphia 76ers.

## Erfolge und Auszeichnungen
High School
- 2006 in die U-18 Nationalmannschaft der USA berufen, Gewinner der Bronzemedaille bei der FIBA-WM
- 2007 in das USA Basketball Junior National Select Team gewählt
- von 2004 bis 2007 viermal in das All-Arizona team gewählt
- von Scout.com und Rivals.com zum neuntbesten Neuling überhaupt, und zum zweitbesten Shooting Guard gewählt.

College
- in das All-Second-Team der Pacific-10 Conference gewählt

NBA
- 2008 zum besten Rookie der NBA Summer League gewählt